# Abapeba saga
Abapeba saga is een spinnensoort uit de familie van de loopspinnen (Corinnidae).
De wetenschappelijke naam van de soort werd in 1899 als Corinna saga gepubliceerd door Frederick Octavius Pickard-Cambridge.